# 龍桩拳
龍桩拳，又稱龍尊拳，福建拳術，為中國武術流派之一，屬於南拳一脈。2019年成為福建省非物质文化遗产

## 源流
清朝乾隆年间，南少林武僧朱山至福建古田縣一帶傳授，屬於南拳一脈，拳法刚健有力、又講究刚中有柔。

## 介紹
龍桩拳重点讲求姿势、力气、速度三者兼具，透過站桩和套路對練、抓石锁、打千重纸、沙袋進行相應的鍛鍊，再逐步练习龙桩拳的招式套路，其套路又分成七大章法和八大花牌兩大系統，要求練到動時气势磅礴，靜時养神安逸。

## 來源
1. 1 2  .   [2023-01-28]. （原始内容存档于2023-01-28）.